# Мар'я Голецова
Мар'я Голецова (швед. Marja Holecyová; народилася як Марія Голецова 28 серпня 1988) — словацька математикиня і письменниця-фантастка.

## Освіта
Голецова народилася в Нітрі. Вона вивчала математику в університеті Коменського. Її докторська дисертація «Принцип максимуму для проблем оптимального управління з дискретним часом нескінченного горизонту» була написана під керівництвом професора Павла Бруновського та захищена в 2016 році.

## Письменство
У 16 роківГолецова почала писати фанфіки про Гаррі Поттера під псевдонімом Мар'я Голецова. Підбадьорена популярністю своїх творів, вона надіслала рукопис власної фентезійної історії, дія якої відбувається у Словаччині та заснована на місцевій міфології Mariotovi dediči (Маріотові спадкоємці), до словацького відділення чеського фентезі та наукової фантастики, опублікованого у віці 20 років. Результатом успіху книги стали три продовження, опубліковані протягом 2010 і 2011 років. У 2016 році вона опублікувала історичний фентезійний роман у Королівстві Угорщина XVI століття під назвою Korene Hriechu (Корені гріха).
Відомі твори
- Маріотові спадкоємці 1 - Приречення
- Маріотові спадкоємці 2 - Мандрівки
- Маріотові спадкоємці 3 - Одкровення
- Маріотові спадкоємці 4 - Прокляття
- Коріння гріха